# Podvornica
 Podvornica  falu Horvátországban Zágráb megyében. Közigazgatásilag Kravarskóhoz tartozik. 

## Fekvése
Zágráb központjától 22 km-re délkeletre, községközpontjától 3 km-re északkeletre a Vukomerići dombok északi részén fekszik.

## Története
A falunak 1857-ben 106, 1910-ben 131 lakosa volt. Trianon előtt Zágráb vármegye Nagygoricai járásához tartozott. 2001-ben a falunak 87 lakosa volt.

## Lakosság
| Lakosság változása | Lakosság változása | Lakosság változása | Lakosság változása | Lakosság változása | Lakosság változása | Lakosság változása | Lakosság változása | Lakosság változása | Lakosság változása | Lakosság változása | Lakosság változása | Lakosság változása | Lakosság változása | Lakosság változása |
| ------------------ | ------------------ | ------------------ | ------------------ | ------------------ | ------------------ | ------------------ | ------------------ | ------------------ | ------------------ | ------------------ | ------------------ | ------------------ | ------------------ | ------------------ |
| 1857               | 1869               | 1880               | 1890               | 1900               | 1910               | 1921               | 1931               | 1948               | 1953               | 1961               | 1971               | 1981               | 1991               | 2001               |
| 106                | 113                | 145                | 133                | 136                | 131                | 127                | 113                | 118                | 116                | 116                | 107                | 80                 | 69                 | 87                 |

## Külső hivatkozások
Kravarsko község hivatalos oldala